# شاكارا ليدارد
شاكارا ليدارد (من مواليد 21 فبراير 1979) عارضة أزياء وممثلة من باهاماس. كانت متزوجة من عارض الأزياء رالف جاكوب، لكن الزواج انتهى بالطلاق.

## روابط خارجية
- شاكارا ليدارد على موقع IMDb (الإنجليزية)
- شاكارا ليدارد على موقع ألو سيني (الفرنسية)
- شاكارا ليدارد على موقع أول موفي (الإنجليزية)
- شاكارا ليدارد على موقع قاعدة بيانات الأفلام السويدية (السويدية)
- شاكارا ليدارد على موقع قاعدة بيانات الفيلم (الإنجليزية)
- شاكارا ليدارد على موقع كينوبويسك (الروسية)
- Official Website
- Shakara Ledard في قاعدة بيانات الأفلام على الإنترنت